# Austrodytes
Austrodytes là một chi bọ cánh cứng trong họ Dytiscidae.
Chi này được Watts miêu tả khoa học năm 1978.

## Các loài
Các loài trong chi này gồm:
- Austrodytes insularis (Hope, 1841)
- Austrodytes plateni Hendrich, 2003